# ウィルソン・フィッティパルディ
ウィルソン・フィッティパルディ・ジュニオール（Wilson Fittipaldi Júnior, 1943年12月25日 - 2024年2月23日）は、ブラジル・サンパウロ出身の元レーシングドライバーであり、1974年から1982年にかけ存在したF1チーム、フィッティパルディ（コパスカー）のオーナーである。
1972年スペインGPでデビューを飾り、1975年のアメリカGPまで計38戦に参戦し、3ポイントを獲得した。

## 家族
1943年のクリスマスに、モータースポーツジャーナリストでラジオ解説者のウィルソン・フィッティパルディと妻のジュズィ（Juzy）の間に長男として生まれた。
ウィルソン誕生後のことであるが、第二次世界大戦が終わりブラジル国内でレースが行われるようになると両親共にレースに参戦するようになり、父のウィルソン・シニアは1956年にサンパウロで開催された第1回「1000マイルレース（Mil Milhas）」に参戦するほどで、こうした家庭環境からウィルソン自身も幼くしてレースの虜となった。
F1チャンピオン（1972年、1974年）、CARTチャンピオン（1989年、1993年）のエマーソン・フィッティパルディは実弟であり、多彩なレースキャリアを持つレースドライバーのクリスチャン・フィッティパルディは息子である。
同名の父と区別するため「ウィルシーニョ（Wilsinho）」あるいは「ティグラォン（Tigrão, 「大トラ」の意）」としばしば呼ばれる。

## ドライバーとしての経歴

### 初期の経歴
1960年代にカートを始め、弟エマーソンとともに活動し、後にフォーミュラ・Veeのブラジル国内選手権へとステップアップした。
1966年にはF3に参戦するためヨーロッパへと渡るが、ブラジル時代のチームとの間で衝突が起きたため、この渡欧は一時的なものに終わり、再びヨーロッパの地を踏むのは1970年のことであった。この間、弟エマーソンはすでにこの1970年にロータスからF2でデビューを飾っており（この年の内にF1にステップアップ）、ウィルソンは弟の後を追うようにイギリスのジム・ラッセル・レーシングスクールの門を叩いた。

### ヨーロッパへ

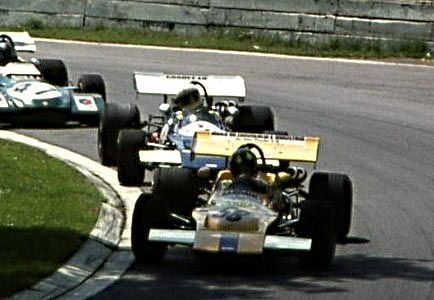
1971年クリスタルパレスでのF2レースでマーチをドライブするウィルソン

1970年、ジム・ラッセル・レーシングスクールにおいてはF3カー、ロータス59を駆り、同郷のカルロス・パーチェ、ワークス仕様のロータスを駆っていたデイブ・ウォーカーを上回る走るを見せるとともに、未来のF1チャンピオンであるニキ・ラウダ、ジェームス・ハントらに対してしばしば伍した。とりわけシーズン後半には活躍を見せ、選手権ラウンドではシルバーストンで1勝、非選手権では2勝を挙げ、これらの結果により翌1971年はF2へと速やかにステップアップしていくことが可能となった。
ここで弟とともにF2のバーダルチーム（バーダル・フィッティパルディ）の運営に参画し、ウィルソン自身は同チームからマーチやロータスのシャシーを用いて参戦し、初年度ながらランキング6位を記録した。なお、この年のチャンピオンはロニー・ピーターソンであり、2位はカルロス・ロイテマン、3位は後に主にツーリングカーなどで活躍することとなるディエター・クエスター、5位にはフランソワ・セベールが名を連ね、ニキ・ラウダ（10位）、ジョン・ワトソン（15位）といったドライバーも参戦していた。

### F1

#### ブラバム（1972年～1973年）
前年の活躍により、翌1972年はブラバムからF1デビューすることとなり、非選手権レースとして初開催されたブラジルGPでデビューを飾った（ブラジルGPは翌年以降正式にF1の選手権に組み込まれる）。ブラバムには翌年まで在籍したものの中団に埋もれ、F2以前のような活躍を見せることもなく、ポイントも1973年のアルゼンチンGP（6位）、ドイツGP（5位）で獲得した3ポイントに留まった。

#### コパスカー-フィッティパルディ（1975年）

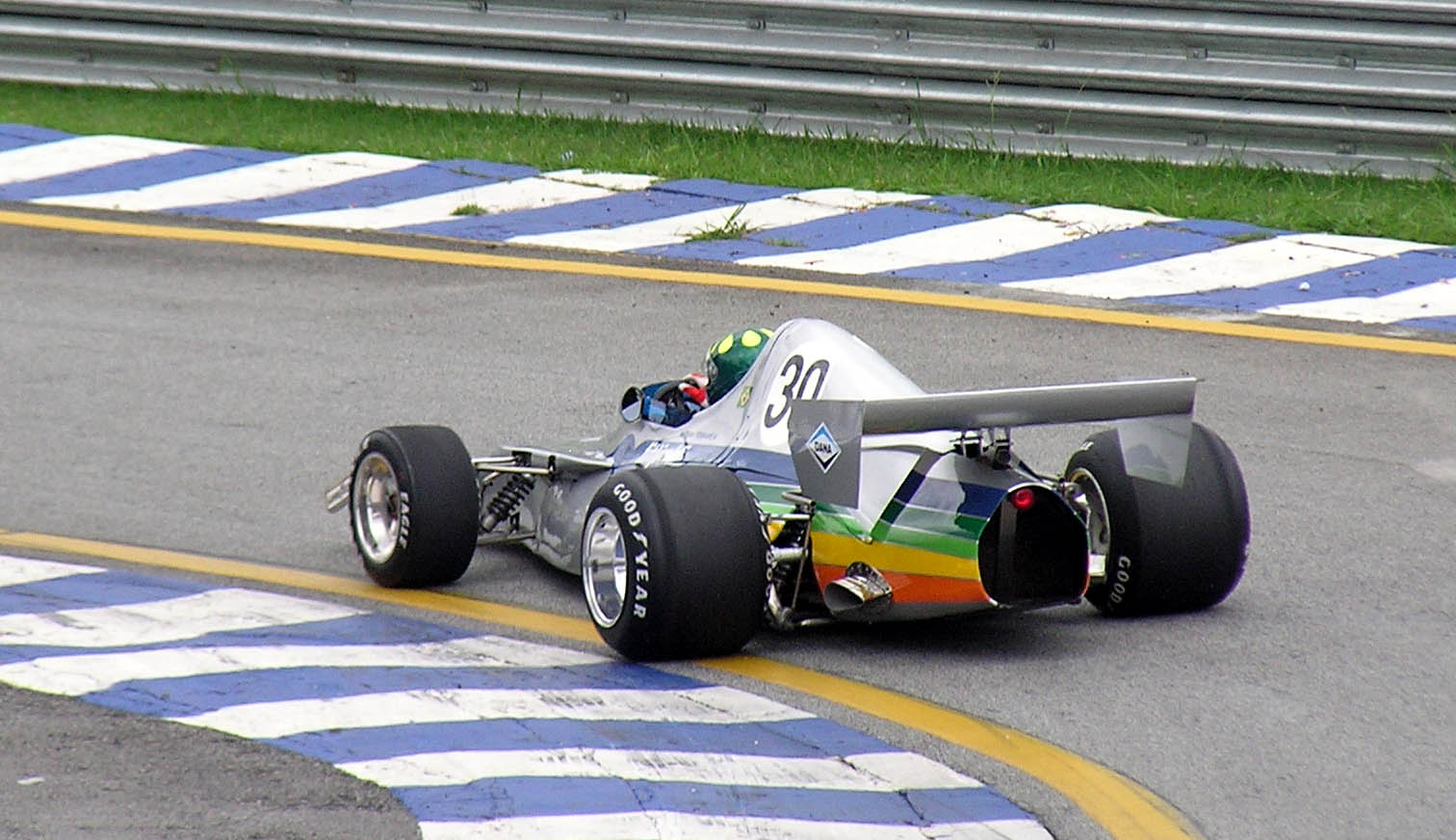
修復されたFD-01を駆るウィルソン（2007年）

ウィルソンは史上初のブラジルF1チームを設立するため、1974年はF1のドライバーを休養した。
1975年に自身がオーナーとしてコパスカーチームを設立。同時にF1ドライバーとして復帰した。しかしながら、この年は新チームということもあってチームの戦闘力は不十分なもので、最高位は、予選はオーストリアGPの20位、決勝はワトキンスグレンで開催された最終戦アメリカGPで記録した10位というものであった。
当時マクラーレンに在籍していたエマーソンが翌年コパスカーチームに移籍することとなったため、ウィルソンはチーム運営に専念することとし、この年限りでF1ドライバーから引退した。

#### 兄弟/親子F1ドライバーとしての記録

##### 兄弟
ウィルソン自身がF1で記録した入賞は前述したように2戦に留まるが、この2戦はともにエマーソン・フィッティパルディと兄弟そろっての入賞であった（エマーソンは1973年アルゼンチンGPで優勝、ドイツGPで6位）。F1に兄弟で参戦した例としてはフィッティパルディ兄弟以前にジミー・スチュワート／ジャッキー・スチュワート兄弟、ペドロ・ロドリゲス／リカルド・ロドリゲス兄弟、ティーノ・ブランビラ／ヴィットリオ・ブランビラ兄弟の3組がいるが、これらはいずれも兄弟で参戦時期が異なるため、F1では兄弟が同時に参戦（1972年スペインGP）したのも入賞したのもフィッティパルディ兄弟が初であった。
フィッティパルディ兄弟以後もF1においては、イアン・シェクター／ジョディー・シェクター兄弟、ジル・ヴィルヌーヴ／ジャック・ヴィルヌーヴSr.兄弟、マンフレッド・ヴィンケルホック／ヨアヒム・ヴィンケルホック兄弟、テオ・ファビ／コルラド・ファビ兄弟、ゲイリー・ブラバム／デビッド・ブラバム兄弟が参戦したが、これら5組は兄弟のいずれか一方しか入賞を記録できず（あるいはどちらも入賞できず）、兄弟2人による入賞というのはミハエル・シューマッハ／ラルフ・シューマッハ兄弟の登場を待つこととなる（兄ミハエルに遅れて参戦した弟ラルフは1997年アルゼンチンGPで初入賞、シューマッハ兄弟は同年のフランスGPで同時入賞を初めて達成した）。

##### 親子
息子のクリスチャン・フィッティパルディのキャリア初期からサポートしマネージャーとしてレース現場にも帯同した。ヨーロッパに渡りイギリスF3や国際F3000での息子のキャリアアップにも深く関与した。1992年に向けてはティレルなど複数チームとの交渉の末ミナルディのシートを獲得しクリスチャンはF1デビュー、同年の第15戦日本GPで入賞を記録したため、ウィルソン・クリスチャン親子は共にF1で入賞を記録した初の親子例となった（翌93年にヒル親子・アンドレッティ親子の例が誕生したほか、97年ヴィルヌーブ親子以後もロズベルグ親子、ピケ親子、中嶋親子など複数ダブル入賞記録例が現れる）。
なお、2世ドライバーとしてはフィッティパルディ親子以前にジャック・ブラバムの子息であるゲイリー・ブラバムとデビッド・ブラバムの兄弟が1990年にF1デビューを果たしているが、この2人はF1で入賞を記録できなかった。

### F1ドライバー引退後

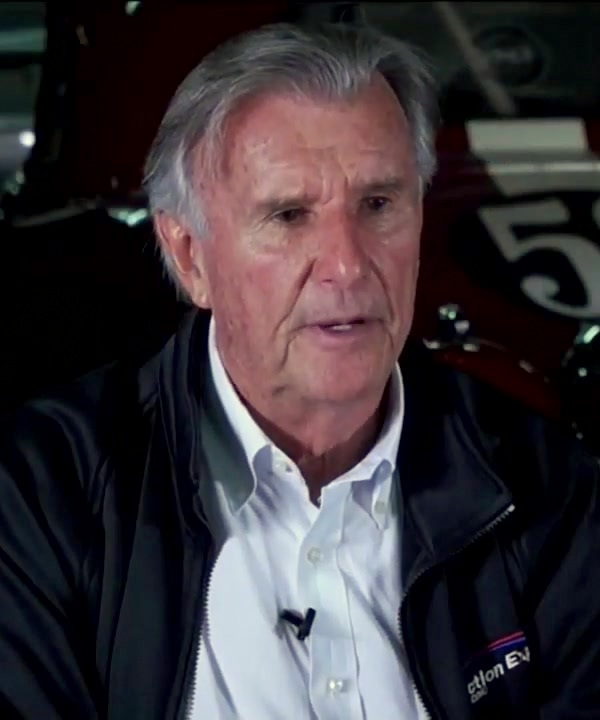
晩年期（2017年）

F1からの引退後もウィルソンはしばしばレースドライバーとしてステアリングを握っており、1980年代から1990年代初頭にかけストックカー・ブラジル選手権に参戦しているほか、1994年と1995年には息子のクリスチャンとチームを組みポルシェを駆って、かつて父ウィルソン・シニアが参戦した「1000マイルレース」で優勝を果たした。
1988年ブラジルグランプリでは、セーフティカードライバーとしてグランプリ運営に参加している。
1998年には再びストックカー・ブラジル選手権に参戦しているほか、2000年にはメルセデス・ベンツからゲストドライバーとして招かれ、FIAヨーロッパ・トラックレーシングカップのニュルブルクリンクのレースに参戦し、8位と10位を記録した。
60歳を超えて後も、イベントなどでしばしばフィッティパルディのレースカーのステアリングを自ら握りデモ走行を演じてみせている。
2024年2月23日の朝6時ごろに病院で死去。80歳没。

## チーム運営・経営者としての経歴
父親のウィルソン・シニアはレース好きではあったものの息子たちのレース活動に対する資金援助は渋ったため、フィッティパルディ兄弟は10代の頃から自動車用のカスタムパーツ販売の会社を構え、ヨーロッパからレース用車両を輸入しこれに手を加えて販売するなどの事業を手がけた。これは成功を収めたため兄弟はその収益を自身のレース活動資金にあてることができた。この事業の余慶から、カートやフォーミュラ・Veeには自作の改造車両で参戦した。
1973年末、砂糖・アルコール製造のためのブラジル国内のコングロマリットであるコパスカーとの交渉に成功し、1975年にはブラジル国籍のF1チームの設立にこぎつけた。以後、チームオーナーとして、初年度の1975年こそ自らステアリングを握ったものの、1976年以降、1982年に撤退するまで同チームの運営に専念した。

## レース戦績

### フォーミュラ1
| 年     | エントラント       | シャシー | エンジン                        | 1       | 2       | 3       | 4       | 5       | 6      | 7       | 8      | 9       | 10      | 11      | 12      | 13      | 14     | 15     | WDC  | ポイント |
| ------ | ------------------ | -------- | ------------------------------- | ------- | ------- | ------- | ------- | ------- | ------ | ------- | ------ | ------- | ------- | ------- | ------- | ------- | ------ | ------ | ---- | -------- |
| 1972年 | ブラバム           | BT33     | フォード・コスワース DFV 3.0 V8 | ARG     | RSA     | ESP 7   | MON 9   |         |        |         |        |         |         |         |         |         |        |        | NC   | 0        |
| 1972年 | ブラバム           | BT34     | フォード・コスワース DFV 3.0 V8 |         |         |         |         | BEL Ret | FRA 8  | GBR 12  | GER 7  | AUT Ret | ITA Ret | CAN Ret | USA Ret |         |        |        | NC   | 0        |
| 1973年 | ブラバム           | BT37     | フォード・コスワース DFV 3.0 V8 | ARG 6   | BRA Ret | RSA Ret |         |         |        |         |        |         |         |         |         |         |        |        | 15位 | 3        |
| 1973年 | ブラバム           | BT42     | フォード・コスワース DFV 3.0 V8 |         |         |         | ESP 10  | BEL Ret | MON 11 | SWE Ret | FRA 16 | GBR Ret | NED Ret | GER 5   | AUT Ret | ITA Ret | CAN 11 | USA NC | 15位 | 3        |
| 1975年 | フィッティパルディ | FD01     | フォード・コスワース DFV 3.0 V8 | ARG Ret |         |         |         |         |        |         |        |         |         |         |         |         |        |        | NC   | 0        |
| 1975年 | フィッティパルディ | FD02     | フォード・コスワース DFV 3.0 V8 |         | BRA 13  | RSA DNQ | ESP Ret | MON DNQ | BEL 12 | SWE 17  |        |         |         |         |         |         |        |        | NC   | 0        |
| 1975年 | フィッティパルディ | FD03     | フォード・コスワース DFV 3.0 V8 |         |         |         |         |         |        |         | NED 11 | FRA Ret | GBR 19  | GER Ret | AUT DNS | ITA     | USA 10 |        | NC   | 0        |

- 太字はポールポジション、斜字はファステストラップ。(key)

### フォーミュラ1（ノン・チャンピオンシップ）
| 年     | エントラント       | シャシー | エンジン                        | 1       | 2       | 3   | 4   | 5   | 6   | 7   | 8   |
| ------ | ------------------ | -------- | ------------------------------- | ------- | ------- | --- | --- | --- | --- | --- | --- |
| 1971年 | ロータス           | 49C      | フォード・コスワース DFV 3.0 V8 | ARG Ret | ROC     | QUE | SPR | INT | RIN | OUL | VIC |
| 1972年 | ブラバム           | BT33     | フォード・コスワース DFV 3.0 V8 | ROC     | BRA 3   | INT | OUL | REP | VIC |     |     |
| 1974年 | ブラバム           | BT44     | フォード・コスワース DFV 3.0 V8 | PRE 5   | ROC     | INT |     |     |     |     |     |
| 1975年 | フィッティパルディ | FD02     | フォード・コスワース DFV 3.0 V8 | ROC     | INT Ret | SUI |     |     |     |     |     |

- 太字はポールポジション、斜字はファステストラップ。(key)